# Братська могила радянських воїнів (Кіндратівка)
Братська могила радянських воїнів у селі Кіндратівка Юр'ївського району Дніпропетровської області.

## Історія
Пам'ятка знаходиться в центрі села, провулок Кооперативний. У братській могилі поховано 12 воїнів 35-ї та 44-ї стрілецьких дивізій, які загинули в лютому і вересні 1943 року при визволенні села Кіндратівка, і 40 жителів села Василівка, розстріляних фашистами за часів тимчасової окупації. 1965 року було проведено перепоховання з місць першочергових поховань, тоді ж і встановлено скульптуру «Два воїни». Територія пам'ятки — 20 × 9 м.

## Персоналії
- Капітан Пугачов

## Додаток
Напис на меморіальній дошці: «Слава вам, храбрые. Слава, бессмертные. Вечную славу поет вам народ. Доблестно жившие, смерть сокрушившие. Память о вас никогда не умрет».
Поховання та територія пам'ятки упорядковані.